# Aphanocalyx jenseniae
Aphanocalyx jenseniae är en ärtväxtart som först beskrevs av Gram, och fick sitt nu gällande namn av Jan Johannes Wieringa. Aphanocalyx jenseniae ingår i släktet Aphanocalyx och familjen ärtväxter. Inga underarter finns listade i Catalogue of Life.